# Chomętowo (gromada w powiecie szubińskim)
Chomętowo – dawna gromada, czyli najmniejsza jednostka podziału terytorialnego Polskiej Rzeczypospolitej Ludowej w latach 1954–1972.
Gromady, z gromadzkimi radami narodowymi (GRN) jako organami władzy najniższego stopnia na wsi, funkcjonowały od reformy reorganizującej administrację wiejską przeprowadzonej jesienią 1954 do momentu ich zniesienia z dniem 1 stycznia 1973, tym samym wypierając organizację gminną w latach 1954–1972.
Gromadę Chomętowo z siedzibą GRN w Chomętowie utworzono – jako jedną z 8759 gromad na obszarze Polski – w powiecie szubińskim w woj. bydgoskim, na mocy uchwały nr 24/13 WRN w Bydgoszczy z dnia 5 października 1954. W skład jednostki weszły obszary dotychczasowych gromad Chomętowo, Gąbin, Jabłowo Pałuckie, Mąkoszyn i Ostatkowo oraz wieś Jabłówko z dotychczasowej gromady Obielewo ze zniesionej gminy Chomętowo w tymże powiecie. Dla gromady ustalono 23 członków gromadzkiej rady narodowej.
1 stycznia 1959 do gromady Chomętowo włączono wsie Wąsosz i Żędowo ze zniesionej gromady Wąsosz w tymże powiecie.
Gromadę zniesiono 1 stycznia 1972, a jej obszar włączono do gromad Szubin (sołectwa Chomętowo, Żedowo, Gąbin, Mąkoszyn i Wąsosz) i Łabiszyn (sołectwa Jabłowo, Jabłówko i Ostatkowo) w tymże powiecie.